# ورن دانجو
ورن دانجو (به فرانسوی: Vern-d'Anjou) یک کمون در فرانسه است که در Canton of Le Lion-d'Angers واقع شده‌است.

## خصوصیات
ورن دانجو ۳۶٫۱۱ کیلومترمربع مساحت و ۱٬۷۰۰ نفر جمعیت دارد.